# Philharmostes zuluensis
Philharmostes zuluensis är en skalbaggsart som beskrevs av Hesse 1948. Philharmostes zuluensis ingår i släktet Philharmostes och familjen Hybosoridae. Inga underarter finns listade i Catalogue of Life.